# Томашовський повіт (Лодзинське воєводство)
Томашівський повіт — один з 21 земських повітів Лодзького воєводства Польщі.
Утворений 1 січня 1999 року в результаті адміністративної реформи.

## Загальні дані
Повіт знаходиться у східній та центральній частині воєводства.
Адміністративний центр — місто Томашів-Мазовецький.
Станом на 1.01.2008 населення становить 120 584 осіб, площа 1024,79 км².

## Пам'ятки
- Пам'ятник зуброві (Спала)
- Дерев'яний костел у закопанському стилі (Спала)
- Поблизу населеного пункту Спала поруч із центром повіту відбувалися великі полювання за участю польських королів, російських царів та президентів міжвоєнної Польщі
- Костел святого Ідзі у романському стилі (ХІІ століття, Іновлодз)
- Руїни замку Казимира Великого (Іновлодз)

## Демографія
Демографічні дані повіту станом на 31.12.2007:
|       | Всього  | Всього | Жінки  | Жінки | Чоловіки | Чоловіки |
| ----- | ------- | ------ | ------ | ----- | -------- | -------- |
|       | осіб    | %      | осіб   | %     | осіб     | %        |
| Повіт | 120 584 | 100    | 62 749 | 52,0  | 57 835   | 48,0     |
| Міста | 66 232  | 100    | 35 296 | 53,3  | 30936    | 46,7     |
| Села  | 54 352  | 100    | 27 453 | 50,5  | 26 899   | 49,5     |